# ATP Challenger Ischgl
Der ATP Challenger Ischgl (offiziell: Ischgl Challenger) war ein Tennisturnier, das zwischen 2003 und 2004 in Ischgl, Österreich, stattfand. Es gehörte zur ATP Challenger Tour und wurde in der Halle auf Teppich gespielt.

## Liste der Sieger

### Einzel
| Jahr | Sieger            | Finalgegner       | Ergebnis      |
| ---- | ----------------- | ----------------- | ------------- |
| 2004 | Dick Norman       | Daniele Bracciali | 6:1, 3:6, 6:1 |
| 2003 | Joachim Johansson | Daniele Bracciali | 7:5, 6:3      |

### Doppel
| Jahr | Sieger                          | Finalgegner                         | Ergebnis |
| ---- | ------------------------------- | ----------------------------------- | -------- |
| 2004 | Leonardo Azzaro Christopher Kas | Gianluca Bazzica Massimo Dell’Acqua | 7:5, 6:3 |
| 2003 | Julian Knowle Alexander Peya    | Gianluca Bazzica Massimo Dell’Acqua | 6:2, 6:3 |